# Syndicate (игра, 2012)
Syndicate (с англ. — «Синдикат») — компьютерная игра, шутер от первого лица, разработанная шведской компанией Starbreeze Studios и изданная Electronic Arts. По заявлению разработчиков, игра является их самым большим проектом. Входит в серию Syndicate, последней игрой которой была Syndicate Wars, вышедшая в 1996 году. Как уверяют разработчики, проект является переосмысленной версией игры Syndicate 1993 года. Официально игра была анонсирована 12 сентября 2011 года.
Игра Syndicate была выпущена 21 февраля в Северной Америке, на игровых приставках седьмого поколения PlayStation 3 и Xbox 360, а также на персональных компьютерах на базе Microsoft Windows. С 2012 года игра стала доступна для покупки через интернет-сервис Origin от Electronic Arts.

## Игровой процесс
Игра является шутером от первого лица. Игрок может нести два вида оружия и несколько гранат. Благодаря био-чипу «DART 6», игрок может сканировать, взламывать и получать разведданные прямо в бою. Способности героя, основанные на чипе, называются «приложениями», и всего в игре их 4 вида:
- «Слой DART» — VR-режим, в котором ускоряется реакция агента, а враги подсвечиваются сквозь стены; агент получает меньше урона, в враги - больше.
- «Самоубийство» — жертва взлома совершает самоубийство, подрывая гранатой себя и ближайших союзников;
- «Внушение» — враг временно становится союзником игрока, а по истечении времени совершает суицид;
- «Перегрузка» — оружие противника на несколько секунд выходит из строя, оглушая его и делая уязвимым для атак.

Помимо этого, протагонист может взламывать технические устройства в виде турелей, ловушек и автокранов, а также дистанционно обезвреживать вражеские гранаты.

### Многопользовательская игра
Кооперативный режим на четырёх игроков был подтвержден, с отдельным сюжетом, который связан с однопользовательской игрой и сделан на основе миссий из оригинальной игры. Игрокам предстоит продвигать свой «Синдикат» на вершину мира, выполняя разнообразные миссии (включая девять классических заданий из оригинальной Syndicate) и отвоевывая у конкурентов новые модели чипов.

## Сюжет

### Синопсис
Взяв за основу сюжетную линию популярной тактической игры Syndicate 1993 года, Starbreeze делает современный ремейк в духе киберпанка и антиутопии, изменив жанр на экшн. Сценарий для проекта написан Ричардом Морганом, британским писателем‑фантастом, создавшим сюжет для Crysis 2.
Согласно сюжету, действие игры разворачивается в 2069 году, миром правят так называемые «Синдикаты». Главный герой по имени Майлз Кило, спецагент «EuroCorp», выполняет опасные поручения корпорации, участвующей в борьбе за власть между Синдикатами. Политическая власть ушла в тень большого бизнеса — миром теперь правят корпорации, поделившие между собой весь земной шар. Население контролируется с помощью чипов-нейроимплантатов.
Генеральный директор Starbreeze Майкл Нермарк рассказывает, — «В будущем, похожем на мир Макиавелли, власть делят не правительства, а коммерческие синдикаты. В информационном мире все человечество давно перешло к использованию имплантатов, наделяющих носителя невиданными ранее способностями. Разумеется, у любой медали есть обратная сторона. Создающие имплантаты синдикаты не упускают возможность использовать их в непрерывной междоусобной борьбе за власть. Регуляторами конфликтов выступают специально подготовленные, генетически и электронно модифицированные агенты спецслужб, в числе которых наш главный герой.»

### Основная игра
Главный герой игры — Майлз Кило, агент корпорации «EuroCorp» — приходит в себя в плену у неизвестных агентов, которые пытаются его допрашивать, но, не получив нужной информации, решают казнить. Кило вырывается на свободу и, восстановив связь с сетью «EuroCorp», побеждает своих мучителей и сбегает из плена. Позже выясняется, что всё это было боевыми учениями, где Джек Денэм, глава «EuroCorp», проверял боевые навыки Кило, а также его взаимодействие с «DART-6» — микрочипом-имплантом, технологической новинкой «EuroCorp».
Удовлетворённый результатами теста, Денэм приставляет Кило к другому оперативнику — Мериту — и посвящает их в детали нового задания: «Аспари», корпорация-конкурент «EuroCorp», собирается выпустить на рынок новую партию микрочипов, чья технология целиком копирует «DART-6» — это означает, что «Аспари» украли их разработку. Цель агентов — проникнуть в «Аспари» и расследовать промышленный шпионаж, допросив их главного технолога, Гэри Чена.
Агенты, проникнув в комплекс «Аспари», разделяются. Кило добирается до Чена первым и убивает его, а затем вырывает из него корпоративный чип. Взломав его, Кило находит там запись последнего звонка Чена, где неизвестный контакт пытается предупредить того о прибытии за ним агентов «EuroCorp». Это означает, что в рядах «EuroCorp» есть «крот», передавший «Аспари» технологию «DART-6». Агенты пытаются покинуть комплекс на общественном транспорте, но на них нападает высокопоставленный агент «Аспари», Тацуо Гамильтон. Кило побеждает его, но раненый им Мерит не в состоянии сражаться, и Кило приходится защищать отступающий с ними поезд в одиночку.
Агенты возвращаются в штаб-квартиру «EuroCorp». Мерита отправляют на лечение, а Денэм, расшифровав сообщение с чипа Чена, вычисляет «крота» — это Лили Дрол, старший технолог корпорации и одна из главных разработчиков «DART-6». Тем не менее, Денэм не спешит разоблачать её, а поручает Кило и Мериту взять её под слежку и выявить её контакты.
Наблюдая за Лили в её квартире, агенты подслушивают телефонный звонок с неким человеком по имени Крис, когда в её квартиру врываются оперативники корпорации «Кайман Глобал» и похищают её. Кило не успевает остановить увозящий её транспортник, но успевает зацепиться за сопровождающий похитителей челнок и верхом на нём добраться до плавучего штаба «Кайман Глобал». С боем Кило спасает Лили и побеждает руководившего похищением агента, Рамона Райоса, после чего оба угоняют один из челноков и отправляются в сторону Нью-Йорка. По пути они наблюдают за тем, как «Кайман Глобал» мобилизует всю свою частную армию, собираясь на кого-то напасть.
По неизвестной причине челнок не может долететь до штаба «EuroCorp» и вынужден совершить аварийную посадку в трущобах Нью-Йорка. В поисках пути назад Лили предлагает Кило разделиться, но на агента нападают, а Лили пропадает. В поисках учёной Кило проникает в канализацию, где базируется террористическая организация «Б.Б.Г.» («Башни Будут Гореть»), состоящая из не принадлежащих какой-либо корпорации граждан. По ходу преследования Кило выясняет, что Лили в сговоре с лидером террористов, Крисом Дилейни, и вся эта история с передачей чипов в «Аспари» и похищение Лили силами «Кайман Глобал» — попытка развязать войну корпораций, натравив всех на «EuroCorp». Кило убивает Дилейни и пытается убить Дрол, но их обоих вырубают оперативники «EuroCorp» во главе с Меритом, штурмующие убежище террористов.
Из-за нерешительности Кило его отправляют на перепрограммирование чипа, где он во время профилактического отключения «DART-6» узнаёт страшную правду: Кило ещё ребёнком отобрали у родителей, оказавшихся в долгах перед «EuroCorp», и отправили в академию будущих агентов корпорации, где научили убивать и промыли мозги, внушив повиновение и верность компании. Освободившийся Кило помогает выбраться и Лили, которая манипулирует его проснувшейся совестью и убеждает бороться против Денэма и его корпорации. Вместе с этим она излечивает Кило с помощью «аппарата Макиавелли» и раскрывает ему правду — прототип «DART-6», находящийся внутри Кило, по-своему уникален, так как искусственный интеллект чипа лишь советует ему сценарии действий, но не контролирует его, как это делают другие чипы (что особенно заметно, когда Кило взламывает противников: их тела выполняют приказы чипа, а не мозга). Как считает сама Дрол, зная об этой особенности чипа, Денэм не захочет передавать такое преимущество своим конкурентам, и скорее уничтожит их контрафактные копии вместе с носителями через всеобщий протокол самоуничтожения, но тогда могут погибнуть и обычные люди с аналогичными чипами, в том числе и мирные сотрудники всех трёх корпораций, а также сами Кило и Дрол.
Кило пытается добраться до личного кабинета Денема, пробиваясь через враждебных агентов «EuroCorp», а также через штурмующих башню бойцов «Аспари» и «Кайман Глобал». В конце концов, Кило вынужден столкнуться с Меритом, всё ещё сохраняющим лояльность корпорации, и убить его. По пути к Денэму чип Кило даёт сбой, едва не убивая носителя, но он всё же добирается до бывшего начальника. Понимая, что Кило ему больше не подконтролен, Денэм решает совершить суицид. Появившаяся после развязки Дрол говорит Кило, что ещё во время лечения Кило отключила его чип от сети корпорации, из-за чего Денэм не смог его убить дистанционно.
Покидая башню, Дрол напоследок спрашивает Кило, чем он планирует заняться теперь, когда его больше никто не контролирует. На этом игра заканчивается.

## Издания игры
При предварительном заказе игры, игрок получит набор The Executive Package, в состав которого войдет:
- Несколько уникальных перков, которые игроки смогут использовать в кооперативном режиме на четырёх игроков.

При заказе специального издания Еxclusive Edition, игрок получит:
- Оружия в кооперативном режиме из чистого золота;
- Золотой дарт-чип и визор;
- Уникальные эксклюзивные золотые логотипы Syndicate.

## Разработка
Впервые об игре стало известно в феврале 2008 года когда шведская студия Starbreeze объявила о заключении соглашения с Electronic Arts на разработку двух игр. Одну из них, имевшую прямое отношение к Джейсону Борну, в итоге отменили, другую же игру официально начали разрабатывать. Раннее проект Syndicate был известен как Project RedLime.
В беседе с журналистами портала computerandvideogames.com глава Starbreeze Микаэль Нермарк открыто заявил: «В настоящий момент мы трудимся совместно с EA над проектом RedLime. Я не могу сейчас углубляться в детали, но скажу, что RedLime — это самый большой проект студии за всю её историю».
Анонс игры должен был состояться на Е3 2011. В майском отчете перед акционерами о проделанной студией за год работе Микаэль Нермарк объявил, что EA и Starbreeze приняли решение увеличить «масштаб» Project RedLime и сделать проект более объемным и «великолепным». С этой целью они расширили штат студии до 120 человек, которые и разрабатывали RedLime.
10 сентября 2011 года произошла утечка и в сервис цифровой дистрибуции Origin была выложена подробное описание и скриншоты новой игры, скрывающейся за названием Syndicate.
Позже спустя два дня, разработчики официально анонсировали игру и стало известно, что название игры было изменено на Syndicate.

## Отзывы и рецензии
| Сводный рейтинг       | Сводный рейтинг            |
| Агрегатор             | Оценка                     |
| --------------------- | -------------------------- |
| GameRankings          | X360: 74,65 % PS3: 74,68 % |
| Иноязычные издания    |                            |
| Издание               | Оценка                     |
| Edge                  | 6/10                       |
| GameTrailers          | 8,2/10                     |
| IGN                   | 7,5/10                     |
| Русскоязычные издания |                            |
| Издание               | Оценка                     |
| PlayGround.ru         | 8,6/10                     |

Syndicate получил множество положительных отзывов от критиков. Так американский веб-сайт Giant Bomb наградил игру оценкой 5/5 звезд, и похвалил оружие и интересный мир, а также его кооперативный режим. IGN дал игре оценку 7.5 и похвалил кооператив, стрельбу, и игровой процесс, при этом резко критикуя одиночную кампанию за повторяющиеся бои с боссами. Веб-сайт GameTrailers дал игре оценку 8,2, ссылаясь на игровой процесс, как веселый и инновационный, но негативно отреагировал на предсказуемый сюжет и достаточно короткую шестичасовую кампанию. Журнал Edge поставил оценку 6 из 10 возможных, критикуя механику игры, линейную структуру уровней, и обычные цели миссии. Однако Edge пришел к выводу, что, несмотря на этот недостаток, стрельба в ней выглядит по-прежнему похвально.
Многие игроки критиковали световой блум-эффект, используемый в игре, иногда скрывая поле зрения игрока во время игры, что сильно мешало игровому процессу. Некоторые неофициальные решения для проблемы блум-эффекта связаны с использованием консоли разработчиков (на PC версии игры), чтобы вручную настроить графические настройки игры. На консольных версиях игры решение проблемы не найдено.

### Продажи игры
В интервью с журналистами из Computer and Video Games, Фрэнк Жибо, глава Electronic Arts, сообщил веб-сайту, что продажи Syndicate не было столь успешным, как ожидалось: «Мы знали, что Syndicate сопряжен с большим риском. И были готовы к провалу, — говорит Франк Жибо. — Да, проект не окупился. Но мои аппетиты в отношении ремейков ничуть не убавились. В поисках какого-нибудь интересного бренда для следующего поколения консолей я с радостью ещё раз загляну в нашу библиотеку игр. Ведь именно в этом и заключается вся суть нашего бизнеса: что-то работает, что-то нет».
В недавнем интервью с Edge, Микаэль Нермарк, генеральный директор шведского разработчика видеоигр Starbreeze Studios, заявил, что игра продано в общей сложности 150 000 экземпляров по всему миру.
Сразу же после официального релиза игры высшее руководство студии Starbreeze провело серию увольнений, в результате которой своих мест лишились двадцать пять рядовых разработчиков и один топ-менеджер. Причины столь резких увольнении не разглашаются.

### Запреты игры
20 декабря 2011 года, было сообщено, что игра будет запрещена в продажу на территории Австралии аттестационной комиссией страны. Совет раскритиковал, что в игре присутствует чрезмерное насилие, явные изображения расчленения, обезглавливания и сцены с обильным количеством крови. EA Australia объявила, что они не будут обжаловать решение или вносить изменения в игру, а также они решили, что Syndicate будет выпущен на территории Австралии и Новой Зеландии с изменённым игровым процессом, в частности будут удалена возможность расчленять и обезглавливать, взаимодействовать с трупами врагов, а также убивать невинных гражданских NPC.